# إلين إميت راند
إلين إميت راند (بالإنجليزية: Ellen Emmet Rand) هي رسامة أمريكية، ولدت في 4 مارس 1875 في سان فرانسيسكو في الولايات المتحدة، وتوفيت في 18 ديسمبر 1941 في نيويورك في الولايات المتحدة.